# Un giorno tu mi cercherai/L'antisociale
Un giorno tu mi cercherai/L'antisociale è un singolo a 45 giri del 1966 dell'Equipe 84.

## I brani
Un giorno tu mi cercherai, scritta da Pantros per il testo e da Franco Campanino per la musica, fu la canzone con cui il gruppo partecipò al Festival di Sanremo 1966 in abbinamento con The Renegades, mentre il lato B è un brano scritto da Francesco Guccini ma non firmato sull'etichetta.

## Formazione
- Maurizio Vandelli: voce, chitarra
- Victor Sogliani: voce, basso
- Franco Ceccarelli: chitarra, cori
- Alfio Cantarella: batteria

## Tracce
Lato A
1. Un giorno tu mi cercherai (testo: Pantros – musica: Franco Campanino)

Lato B
1. L'antisociale (Francesco Guccini)